# 伐謀角殼灰介
伐謀角殼灰介（学名：Cornucoquimba famuia）为半花介科角殼灰介屬下的一个种。